# 茨城県の市町村旗一覧
茨城県の市町村旗一覧（いばらきけんのしちょうそんきいちらん）は、茨城県内の市町村に制定されている、あるいは制定されていた市町村旗の一覧である。なお、一覧の順序は全国地方公共団体コード順による。廃止された市町村旗は廃止日から順に掲載している。

## 市部
| 市             | 市旗 | 制定有無 | 制定日         | 旗の色                                           | 備考                                                   |
| -------------- | ---- | -------- | -------------- | ------------------------------------------------ | ------------------------------------------------------ |
| 水戸市         |      | なし     | なし           | 地色は濃い紺色であり、紋章は白色が指定されている |                                                        |
| 日立市         |      | あり     | 1940年4月1日   | 地色は白色であり、紋章は赤色が指定されている     |                                                        |
| 土浦市         |      | なし     | なし           | 地色は緑色であり、紋章は白色が指定されている     |                                                        |
| 古河市         |      | なし     | なし           | 地色は白色であり、紋章は指定色が指定されている   | 2代目の市旗である                                      |
| 石岡市         |      | あり     | 2018年6月29日  | 地色は群青色であり、紋章は白色が指定されている   |                                                        |
| 結城市         |      | なし     | なし           | 地色は白色であり、紋章は赤色が指定されている     |                                                        |
| 龍ケ崎市       |      | あり     | 2013年12月13日 | 地色は紫色であり、紋章は白色が指定されている     | 制定前は未制定であった                                 |
| 下妻市         |      | なし     | なし           | 地色は紺色であり、紋章は白色が指定されている     |                                                        |
| 常総市         |      | なし     | なし           | 地色は白色であり、紋章は指定色が指定されている   |                                                        |
| 常陸太田市     |      | なし     | なし           | 地色は赤紫色であり、紋章は白色が指定されている   |                                                        |
| 高萩市         |      | あり     | 1955年2月19日  | 地色は白色であり、紋章は赤色が指定されている     |                                                        |
| 北茨城市       |      | なし     | なし           | 規定されていない                                 |                                                        |
| 笠間市         |      | あり     | 2006年3月19日  | 地色は黄色であり、紋章は指定色が指定されている   | 2代目の市旗である                                      |
| 取手市         |      | あり     | 1963年3月1日   | 地色は紫色であり、紋章は白色が指定されている     |                                                        |
| 牛久市         |      | なし     | なし           | 地色は茄子紺色であり、紋章は白色が指定されている |                                                        |
| つくば市       |      | なし     | なし           | 地色は白色であり、紋章は指定色が指定されている   |                                                        |
| ひたちなか市   |      | なし     | なし           | 地色は白色であり、紋章は指定色が指定されている   |                                                        |
| 鹿嶋市         |      | あり     | 1980年7月10日  | 地色は緑色であり、紋章は白色が指定されている     | 鹿島町旗として制定され、改称かつ市制施行後に継承される |
| 潮来市         |      | あり     | 2002年7月1日   | 地色は紫色であり、紋章は白色が指定されている     |                                                        |
| 守谷市         |      | なし     | なし           | 地色は深緑色であり、紋章は白色が指定されている   |                                                        |
| 常陸大宮市     |      | なし     | なし           | 地色は白色であり、紋章は指定色が指定されている   |                                                        |
| 那珂市         |      | なし     | なし           | 地色は青色であり、紋章は白色が指定されている     |                                                        |
| 筑西市         |      | なし     | なし           | 地色は白色であり、紋章は指定色が指定されている   |                                                        |
| 坂東市         |      | なし     | なし           | 地色は白色であり、紋章は指定色が指定されている   |                                                        |
| 稲敷市         |      | なし     | なし           | 地色は白色であり、紋章は指定色が指定されている   |                                                        |
| かすみがうら市 |      | あり     | 2005年3月28日  | 地色は青色であり、紋章は白色が指定されている     |                                                        |
| 桜川市         |      | なし     | なし           | 地色は白色であり、紋章は指定色が指定されている   |                                                        |
| 神栖市         |      | あり     | 1977年12月26日 | 地色は濃紺色であり、紋章は白色が指定されている   | 神栖町旗として制定され、市制施行後に継承される         |
| 行方市         |      | なし     | なし           | 地色は白色であり、紋章は指定色が指定されている   |                                                        |
| 鉾田市         |      | あり     | 2005年10月11日 | 地色は白色であり、紋章は指定色が指定されている   |                                                        |
| つくばみらい市 |      | なし     | なし           | 地色は白色であり、紋章は指定色が指定されている   |                                                        |
| 小美玉市       |      | あり     | 2006年3月27日  | 地色は白色であり、紋章は指定色が指定されている   |                                                        |

## 町村部
| 郡       | 町村     | 町村旗 | 制定有無 | 制定日         | 旗の色                                         | 備考 |
| -------- | -------- | ------ | -------- | -------------- | ---------------------------------------------- | ---- |
| 東茨城郡 | 茨城町   |        | なし     | なし           | 地色は藍色であり、紋章は白色が指定されている   |      |
| 東茨城郡 | 大洗町   |        | なし     | なし           | 地色は青色であり、紋章は白色が指定されている   |      |
| 東茨城郡 | 城里町   |        | なし     | なし           | 地色は青色であり、紋章は白色が指定されている   |      |
| 那珂郡   | 東海村   |        | あり     | 1995年2月28日  | 地色は白色であり、紋章は緑色が指定されている   |      |
| 久慈郡   | 大子町   |        | あり     | 2013年8月26日  | 地色は白色であり、紋章は青色が指定されている   |      |
| 稲敷郡   | 美浦村   |        | あり     | 1971年10月1日  | 地色は群青色であり、紋章は白色が指定されている |      |
| 稲敷郡   | 阿見町   |        | なし     | なし           | 地色は紫色であり、紋章は白色が指定されている   |      |
| 稲敷郡   | 河内町   |        | あり     | 1996年6月1日   | 地色は青色であり、紋章は白色が指定されている   |      |
| 結城郡   | 八千代町 |        | なし     | なし           | 地色は臙脂色であり、紋章は白色が指定されている |      |
| 猿島郡   | 五霞町   |        | あり     | 1991年12月24日 | 地色は紫色であり、紋章は白色が指定されている   |      |
| 猿島郡   | 境町     |        | あり     | 1978年11月29日 | 地色は紫紺色であり、紋章は白色が指定されている |      |
| 北相馬郡 | 利根町   |        | なし     | なし           | 地色は青色であり、紋章は白色が指定されている   |      |

## 廃止された市町村旗
| 市郡     | 町村     | 市町村旗       | 制定有無 | 制定日         | 廃止日         | 旗の色                                                     | 備考                                                              |
| -------- | -------- | -------------- | -------- | -------------- | -------------- | ---------------------------------------------------------- | ----------------------------------------------------------------- |
| 筑波郡   | 谷田部町 |                | なし     | なし           | 1987年11月30日 | -                                                          |                                                                   |
| 筑波郡   | 豊里町   |                | あり     | 1955年         | 1987年11月30日 | 指定されていない                                           |                                                                   |
| 筑波郡   | 大穂町   |                | あり     | 1979年9月27日  | 1987年11月30日 | 指定されていない                                           |                                                                   |
| 新治郡   | 桜村     |                | なし     | なし           | 1987年11月30日 | -                                                          |                                                                   |
| 筑波郡   | 筑波町   |                | あり     | 1968年10月18日 | 1988年1月31日  | 指定されていない                                           |                                                                   |
| 東茨城郡 | 常澄村   |                | なし     | なし           | 1992年3月3日   | -                                                          |                                                                   |
| 久慈郡   | 金砂郷村 |                | なし     | なし           | 1993年11月1日  | -                                                          |                                                                   |
| 那珂湊市 |          |                | なし     | なし           | 1994年11月1日  | 地色は紺色であり、紋章は白色が指定されている               |                                                                   |
| 勝田市   |          |                | あり     | 1954年11月1日  | 1994年11月1日  | 地色は濃紺色であり、紋章は白色が指定されている             |                                                                   |
| 鹿島郡   | 大野村   |                | なし     | なし           | 1995年9月1日   | 地色は水色であり、紋章は白色が指定されている               |                                                                   |
| 稲敷郡   | 河内村   |                | あり     | 1987年11月1日  | 1996年6月1日   | 地色は紺色であり、紋章は白色が指定されている               |                                                                   |
| 新治郡   | 出島村   |                | なし     | なし           | 1997年4月1日   | -                                                          |                                                                   |
| 行方郡   | 牛堀町   | （著作権存続） | なし     | なし           | 2001年4月1日   | 地色は水色であり、紋章は白色が指定されている               |                                                                   |
| 稲敷郡   | 茎崎町   |                | なし     | なし           | 2002年11月1日  | -                                                          |                                                                   |
| 多賀郡   | 十王町   | （著作権存続） | なし     | なし           | 2004年10月1日  | 地色は白色であり、紋章は臙脂色が指定されている             |                                                                   |
| 那珂郡   | 大宮町   |                | なし     | なし           | 2004年10月12日 | 地色は藍色であり、紋章は白色が指定されている               |                                                                   |
| 那珂郡   | 山方町   |                | なし     | なし           | 2004年10月12日 | 地色は白色であり、紋章は赤色が指定されている               |                                                                   |
| 那珂郡   | 美和村   |                | なし     | なし           | 2004年10月12日 | 地色は臙脂色であり、紋章は白色が指定されている             |                                                                   |
| 那珂郡   | 緒川村   | （著作権存続） | なし     | なし           | 2004年10月12日 | 地色は青色であり、紋章は白色が指定されている               |                                                                   |
| 東茨城郡 | 御前山村 |                | なし     | なし           | 2004年10月12日 | 地色は臙脂色であり、紋章は白色が指定されている             |                                                                   |
| 久慈郡   | 金砂郷町 |                | あり     | 1993年11月1日  | 2004年12月1日  | 地色は白色であり、紋章は緑色・水色・赤色が指定されている   |                                                                   |
| 久慈郡   | 水府村   |                | なし     | なし           | 2004年12月1日  | 地色は緑色であり、紋章は白色が指定されている               |                                                                   |
| 久慈郡   | 里美村   |                | なし     | なし           | 2004年12月1日  | 地色は青色であり、紋章は赤色、縁部分は白色が指定されている |                                                                   |
| 那珂郡   | 瓜連町   |                | あり     | 1964年4月1日   | 2005年1月21日  | 地色は紫色であり、紋章は白色が指定されている               |                                                                   |
| 東茨城郡 | 内原町   |                | なし     | なし           | 2005年2月1日   | -                                                          |                                                                   |
| 東茨城郡 | 常北町   |                | なし     | なし           | 2005年2月1日   | 地色は青色であり、紋章は白色が指定されている               |                                                                   |
| 東茨城郡 | 桂村     |                | なし     | なし           | 2005年2月1日   | 地色は青色であり、紋章は海老茶色が指定されている           |                                                                   |
| 西茨城郡 | 七会村   |                | なし     | なし           | 2005年2月1日   | 地色は海老茶色であり、紋章は緑色が指定されている           |                                                                   |
| 岩井市   |          |                | あり     | 1971年7月1日   | 2005年3月22日  | 地色は水色であり、紋章は白色が指定されている               |                                                                   |
| 猿島郡   | 猿島町   |                | なし     | なし           | 2005年3月22日  | 地色は青緑色であり、紋章は白色が指定されている             |                                                                   |
| 稲敷郡   | 江戸崎町 |                | なし     | なし           | 2005年3月22日  | 地色は白色であり、紋章は青色が指定されている               |                                                                   |
| 稲敷郡   | 新利根町 |                | なし     | なし           | 2005年3月22日  | 地色は白色であり、紋章は赤色が指定されている               |                                                                   |
| 稲敷郡   | 桜川村   |                | なし     | なし           | 2005年3月22日  | 地色は白色であり、紋章は青色が指定されている               |                                                                   |
| 稲敷郡   | 東町     |                | なし     | なし           | 2005年3月22日  | 地色は白色であり、紋章は青色が指定されている               |                                                                   |
| 新治郡   | 霞ヶ浦町 |                | なし     | なし           | 2005年3月22日  | 地色は水色であり、紋章は青色と白色が指定されている         |                                                                   |
| 新治郡   | 千代田町 |                | あり     | 1986年5月1日   | 2005年3月22日  | 地色は緑色であり、紋章は白色が指定されている               |                                                                   |
| 下館市   |          |                | あり     | 1954年3月15日  | 2005年3月28日  | 地色は紺色であり、紋章は白色が指定されている               |                                                                   |
| 真壁郡   | 関城町   |                | なし     | なし           | 2005年3月28日  | 地色は薄紫色であり、紋章は白色が指定されている             |                                                                   |
| 真壁郡   | 明野町   |                | なし     | なし           | 2005年3月28日  | 地色は藍色であり、紋章は白色が指定されている               |                                                                   |
| 真壁郡   | 協和町   | （著作権存続） | なし     | なし           | 2005年3月28日  | 地色は紫色であり、紋章は白色が指定されている               |                                                                   |
| 北相馬郡 | 藤代町   |                | なし     | なし           | 2005年3月28日  | -                                                          |                                                                   |
| 鹿島郡   | 波崎町   |                | なし     | なし           | 2005年8月1日   | -                                                          |                                                                   |
| 行方郡   | 麻生町   |                | なし     | なし           | 2005年9月2日   | -                                                          |                                                                   |
| 行方郡   | 北浦町   |                | なし     | なし           | 2005年9月2日   | -                                                          |                                                                   |
| 行方郡   | 玉造町   |                | なし     | なし           | 2005年9月2日   | -                                                          |                                                                   |
| 古河市   |          |                | あり     | 1950年8月10日  | 2005年9月12日  | 地色は緑色であり、紋章は白色が指定されている               | 初代の市旗である                                                  |
| 猿島郡   | 総和町   |                | なし     | なし           | 2005年9月12日  | 地色は臙脂色であり、紋章は白色が指定されている             |                                                                   |
| 猿島郡   | 三和町   |                | なし     | なし           | 2005年9月12日  | 地色は紫色であり、紋章は白色が指定されている               |                                                                   |
| 新治郡   | 八郷町   |                | なし     | なし           | 2005年10月1日  | -                                                          |                                                                   |
| 西茨城郡 | 岩瀬町   |                | なし     | なし           | 2005年10月1日  | 地色は臙脂色であり、紋章は白色が指定されている             |                                                                   |
| 真壁郡   | 真壁町   |                | なし     | なし           | 2005年10月1日  | 地色は深緑色であり、紋章は白色が指定されている             |                                                                   |
| 真壁郡   | 大和村   |                | なし     | なし           | 2005年10月1日  | 地色は藍色であり、紋章は白色が指定されている               |                                                                   |
| 鹿島郡   | 旭村     | （著作権存続） | なし     | なし           | 2005年10月11日 | -                                                          |                                                                   |
| 鹿島郡   | 鉾田町   |                | なし     | なし           | 2005年10月11日 | -                                                          |                                                                   |
| 鹿島郡   | 大洋村   |                | なし     | なし           | 2005年10月11日 | -                                                          |                                                                   |
| 結城郡   | 千代川村 |                | なし     | なし           | 2006年1月1日   | -                                                          |                                                                   |
| 水海道市 |          |                | なし     | なし           | 2006年1月1日   | 地色は紺色であり、紋章は白色が指定されている               |                                                                   |
| 結城郡   | 石下町   | （著作権存続） | なし     | なし           | 2006年1月1日   | -                                                          |                                                                   |
| 新治郡   | 新治村   |                | なし     | なし           | 2006年2月20日  | -                                                          |                                                                   |
| 笠間市   |          |                | なし     | なし           | 2006年3月19日  | 地色は黄色であり、紋章は紺色が指定されている               | 一時は旗の制定が検討されていたが、実現しなかった 初代の市旗である |
| 西茨城郡 | 友部町   |                | なし     | なし           | 2006年3月19日  | -                                                          |                                                                   |
| 西茨城郡 | 岩間町   |                | なし     | なし           | 2006年3月19日  | -                                                          |                                                                   |
| 筑波郡   | 伊奈町   |                | なし     | なし           | 2006年3月27日  | -                                                          |                                                                   |
| 筑波郡   | 谷和原村 |                | なし     | なし           | 2006年3月27日  | -                                                          |                                                                   |
| 東茨城郡 | 小川町   |                | なし     | なし           | 2006年3月27日  | -                                                          |                                                                   |
| 東茨城郡 | 美野里町 |                | なし     | なし           | 2006年3月27日  | 地色は海老茶色であり、紋章は白色が指定されている           |                                                                   |
| 新治郡   | 玉里村   | （著作権存続） | なし     | なし           | 2006年3月27日  | -                                                          |                                                                   |

### 自治体書籍
- 豊里町役場『豊里町例規集』茨城県筑波郡豊里町。
- 大穂町役場『大穂町例規集』茨城県筑波郡大穂町。
- 筑波町役場『筑波町例規集』茨城県筑波郡筑波町。
- 河内村役場『河内村例規集』茨城県稲敷郡河内村。
- 瓜連町役場『瓜連町例規集』茨城県筑波郡瓜連町。
- 千代田町役場『千代田町例規集』茨城県新治郡千代田町。